# L'ultimo anello della follia
L'ultimo anello della follia (Cord) è un film canadese del 2000 diretto da Sidney J. Furie.